# Pinelli (famiglia)
La famiglia Pinelli, originaria della Germania, si insediò a Genova verso il 1150, conquistando posizioni di rilievo prima nella Repubblica di Genova come Senatori e Dogi, successivamente a Napoli, a Venezia ed in Spagna.
Nel 1528, a seguito della riforma voluta da Andrea Doria, i Pinelli costituirono il ventesimo Albergo dei Nobili.

## Origini e sviluppo
Numerosi membri della famiglia ebbero significativi ruoli nella vita della Repubblica genovese nel corso del XIII secolo ed attraverso lo sviluppo di importanti scambi commerciali con il Regno di Napoli crebbero in importanza e ricchezza.
Segno tangibile del loro successo furono le alleanze matrimoniali che intrecciarono con le maggiori famiglie della città (Centurione, Cybo - Tomasello).
Nei secoli successivi, la famiglia si diramo' prima a Napoli e nel suo Regno e quindi a Venezia ed in Spagna.

## Personalità
- Francesco Pinelli, nato a Genova tra il quarto ed il quinto decennio del XV secolo, per conto di Domenico Centurione, ricoprì l'incarico di depositario della Camera Apostolica nei regni di Castiglia e León a partire dal pontificato di Papa Sisto IV della Rovere. Nunzio apostolico in Spagna dal 1482, sempre in società con i Centurione, sviluppò una fiorente attività mercantile e finanziaria a Valencia e a Siviglia. In questa città creò il Banco dei Pinelli di Siviglia finanziando la Corona spagnola nell'impresa per la reconquista delle Canarie e successivamente di Granada. Per i legami che la famiglia Pinelli aveva avuto con Domenico, padre di Cristoforo Colombo a Genova ma anche per il sentimento di amicizia che univa Francesco allo stesso Cristoforo, quest'ultimo ottenne il finanziamento che gli consentì la prima spedizione colombiana nel 1492. Morì a Siviglia nel marzo del 1509.[2]

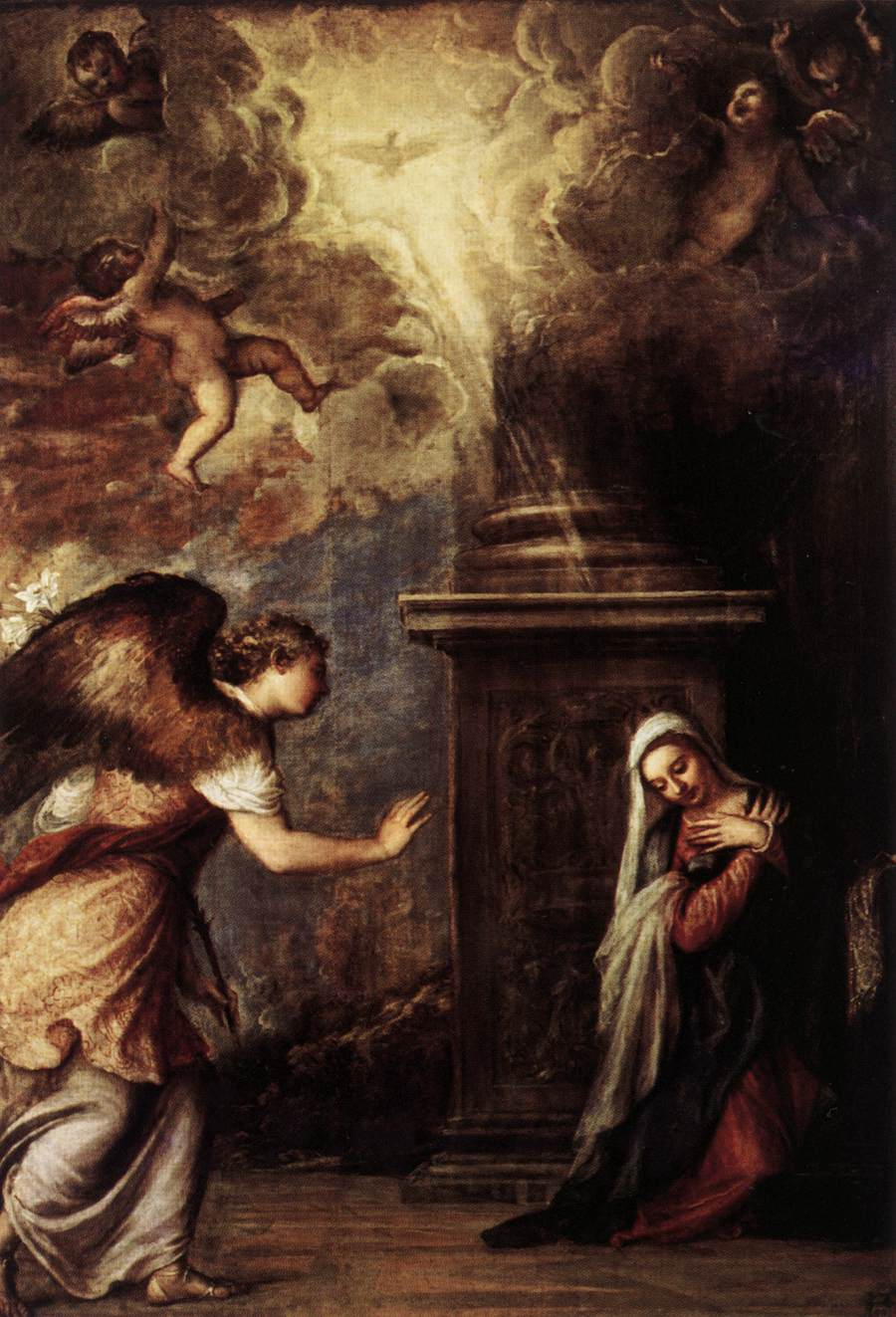
L'Annunciazione di Tiziano, venne commissionata da Cosimo Pinelli

- Cosimo o Cosmo Pinelli, Duca di Acerenza, acquistò nel 1542 il feudo di Giugliano[3] ed ivi fece costruire il Palazzo Pinelli nel 1545. Con la sua influenza ottenne da Carlo V, quale Imperatore del Sacro Romano Impero, Re di Spagna e di Napoli, un diploma con la concessione della giurisdizione “In Personas”, mero e misto impero[4], che affrancò amministrativamente il feudo di Giugliano dalle ingerenze di Aversa. Nel 1545 acquistò dalla famiglia Abenante una cappella gentilizia monumentale all’interno di San Domenico Maggiore che nel 1546 trasformò e di fatto rifondò, consegnandola alla storia come Cappella Pinelli[5], conosciuta anche come Cappella dell'Annunciazione[6]. Nel 1557 assunse l'incarico di gran cancelliere del Regno di Napoli. Sposò Clemenza Ravaschieri[7]. Il matrimonio portò alla fusione della banca di Cosimo con quella del padre di Clemenza creando una delle banche più importanti del Regno. Ebbe tanta fortuna al punto che le sue ricchezze erano diventate proverbiali a Napoli[8]. Scomparse il 22 gennaio 1566. Cosimo I non è da confondere con suo nipote Cosimo II (Napoli 1569 - Padova 1602[9]). Quest'ultimo si sposò con Nicoletta Grillo, anch’essa della nobiltà genovese. Dalla loro unione nacque l'unico figlio maschio Galeazzo Pinelli[10].
- Don Giovan Vincenzo Pinelli, umanista, figlio di Cosimo nato a Napoli nel 1535, dedicò la sua vita agli studi apprendendo l'arabo, lo spagnolo ed il francese ed applicandosi alle lettere, alla matematica, alla fisica ed alla botanica. Costituì una vasta biblioteca di libri e manoscritti che trasferì con sé a Padova per studiare diritto nel locale Studio. Prese domicilio in una casa di proprietà dei Mocenigo entrando in rapporti di amicizia con Paolo Manuzio e, tra gli altri, con Ippolito Aldobrandini, il futuro papa Clemente VIII. La sua abitazione, per la fama acquisita di uomo erudito, divenne punto d'incontro di studiosi, letterati e scienziati quali Galileo Galilei, Girolamo Mercuriale, Torquato Tasso, Roberto Bellarmino, Federico Borromeo.[11] Morì a Padova nel 1601 con la fama di "dotto dei dotti".[12]
- Agostino Pinelli Ardimenti, elevato alla carica di cinquantanovesimo Doge della Repubblica di Genova per il biennio 1555-1557.
- Agostino Pinelli Luciani, ottantottesimo Doge della Repubblica di Genova dal 1609 al 1611.

## Palazzi e Residenze
- Palazzo Pinelli-Parodi, Piazza Pinelli 2, Genova. Inserito tra i Palazzi dei Rolli nel 1599 dopo le modifiche e le ristrutturazioni volute dal "magnifico Stefano Pinello" e dai suoi predecessori nel corso del XVI secolo con l'unificazione di due edifici contigui appartenenti alla stessa famiglia.[13]
- Palazzo Pinelli, in via Benedetto Croce a Napoli. Edificio edificato da Giovanni Francesco Di Palma per il banchiere e Duca di Acerenza Cosimo Pinelli tra il 1540 ed il 1550 in stile rinascimentale.
- Palazzo Pinelli (detto anche Palazzo Palumbo) in Piazza Matteotti a Giugliano in Campania edificato da Giovanni Francesco Di Palma, nel 1545, su commissione di Cosimo Pinelli, Duca di Acerenza e Signore di Giugliano.[14]

## Arma
Di rosso a sei pigne poste tre, due ed una d'oro.